# Campylocentrum schiedei
Campylocentrum schiedei är en orkidéart som först beskrevs av Heinrich Gustav Reichenbach, och fick sitt nu gällande namn av George Bentham och William Botting Hemsley. Campylocentrum schiedei ingår i släktet Campylocentrum och familjen orkidéer. Inga underarter finns listade i Catalogue of Life.